# Patentrecht (Deutschland)
Das Patentrecht bildet in der deutschen Rechtswissenschaft ein Teilrechtsgebiet des Privatrechts, das Entstehung und Wirkung gewerblicher Schutzrechte für Erfindungen regelt.

## Einführung

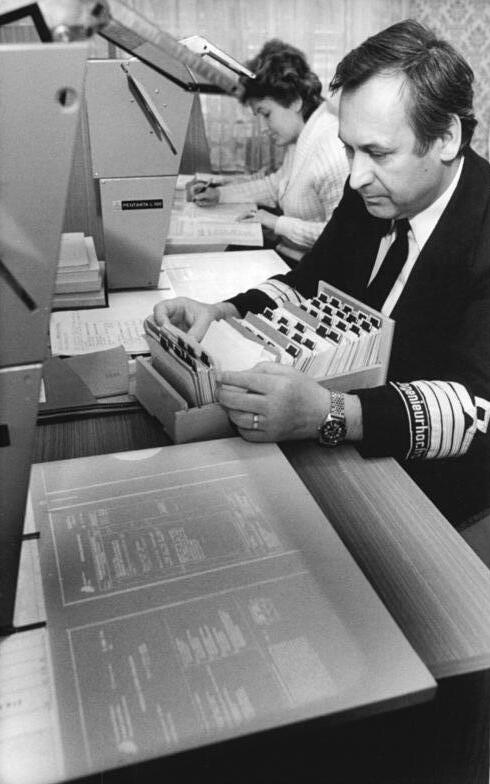
Patentbibliothek

Patente werden für Erfindungen auf allen Gebieten der Technik erteilt, die neu sind, auf einer erfinderischen Tätigkeit beruhen und gewerblich anwendbar sind (§ 1 Abs. 1 PatG). Die Erfindung ist in der Patentanmeldung so zu offenbaren, dass ein Fachmann sie ausführen kann.
Zwar wird in Patentanmeldungen üblicherweise nur eine Erfindung beschrieben, jedoch werden in den Patentansprüchen (englisch: claims), speziell wenn eine grundsätzliche Idee beansprucht werden soll, oft alle möglichen Implementierungen und (auch erst in Zukunft entdeckte) Verwendungen der Idee beansprucht.
Mit der Patenterteilung wird dem Inhaber des Patents ein gegen jedermann wirkendes Recht verliehen, anderen die Benutzung der Erfindung zu untersagen (Ausschließlichkeitsrecht). Zwar wird dem Patentinhaber nach § 9 S. 1 PatG das alleinige Nutzungsrecht (positives Benutzungsrecht) verliehen, dies findet jedoch seine Grenze beim Aufeinandertreffen mit Verbietungsrechten (z. B. Patenten) Dritter, die älter aber auch jünger sein können. Man spricht dann von einem abhängigen Patent. Dies wird deutlich anhand des folgenden Beispiels: Wird zunächst die Tür erfunden, um die Säcke vor dem Höhleneingang abzulösen, kann diese patentiert werden. Nur der Patentinhaber ist dann berechtigt, Türen anzubieten oder herzustellen. Wird während der Laufzeit des Türpatents das Schloss für die Tür erfunden, das den Verriegelungsbalken ersetzt, so kann auch das Schloss patentiert werden. Der Inhaber des Schlosspatents ist dann nicht berechtigt, eine Tür mit Schloss anzubieten oder herzustellen, da dies in das alleinige Nutzungsrecht des Inhabers des Türpatents eingreifen würde. Allerdings ist der Inhaber des Türpatents nicht berechtigt, die Türen mit einem Schloss zu versehen. Natürlich können sich die beiden Patentinhaber auch zusammentun und Türen mit Schloss verkaufen.
Die Laufzeit eines Patentes beträgt 20 Jahre gerechnet ab dem Tag nach der Anmeldung. Das Ausschließlichkeitsrecht wirkt aber erst von dem Zeitpunkt, an dem die Erteilung des Patents im Patentblatt veröffentlicht worden ist. Weil das Prüfungsverfahren oft sehr lange Zeit beanspruchen kann, ist damit die eigentliche Schutzdauer kürzer als die Laufzeit des Patents. Bei Patenten für Erfindungen, die Arzneimittel oder Pflanzenschutzmittel betreffen, kann nach zwei Verordnungen der EU aufgrund der langen Dauer der Zulassungsverfahren durch ein Ergänzendes Schutzzertifikat der Schutz um maximal fünf Jahre verlängert werden.
Im Gegenzug zur staatlichen Einräumung eines zeitlich befristeten Monopols muss der Erfinder seine Erfindung (also z. B. eine Vorrichtung oder ein Verfahren) in einer Patentschrift offenlegen (daher der Name „Patent“ von lat. patens – „offen, frei, unversperrt“), also jedermann zugänglich machen.
Die Offenlegung durch das Patentamt erfolgt in der Regel nach Ablauf von 18 Monaten nach dem Prioritätsdatum durch die Veröffentlichung der Patentanmeldung als Offenlegungsschrift, jedoch nicht, wenn die Anmeldung rechtzeitig, d. h. vor Abschluss der technischen Vorbereitungen, zurückgenommen wird. Dem Anmelder steht es frei, eine vorzeitige Offenlegung zu beantragen.
In Deutschland werden diese Dokumente Offenlegungsschrift (Offenlegung der Anmeldung) und Patentschrift (erteiltes Patent) genannt. Diese Dokumente sind öffentlich zugänglich und inzwischen auch online recherchierbar, zum Beispiel über DEPATISnet oder Espacenet (siehe Weblinks).
Die Gesellschaft bedient sich der Belohnung durch das zeitlich befristete Monopol, um den Erfinder zu motivieren, sein Wissen zugänglich und nach Ablauf der Schutzfrist allgemein nutzbar zu machen. So wurde Pfizer im November 2012 vom Obersten Gerichtshof Kanadas das Patent für Viagra wieder entzogen, weil die Offenlegung über die Erfindung und deren Funktionsweise nicht stattgefunden habe. Dies sei aber die Voraussetzung, um einen zeitlich begrenztes Verwertungsmonopol in Form des Patentschutzes gewähren zu können.
Wie bereits bei der Einführung des Patentwesens gibt es erneut Diskussionen über den wirtschaftlichen und gesellschaftlichen Sinn und Zweck des Patentwesens (siehe die Artikel Softwarepatent, computerimplementierte Erfindungen, Trivialpatente und Geschäftsmethoden).

### Geheimpatente
Falls ein Patent ein Staatsgeheimnis (§ 93 StGB) beinhaltet, kann dafür die Geheimhaltung angeordnet werden (Geheimpatent). Dies kann zutreffen, wenn die Erfindung ein militärisches Geheimnis betrifft oder die Erfindung als solche gelten soll. Die Patentschrift wird dann nicht veröffentlicht und Strafen drohen, falls die Erfindung ohne Genehmigung außerhalb des Geltungsbereiches des Gesetzes eingereicht wird oder die Geheimhaltung anders verletzt wird. Geheimpatente werden in einem eigenen Register geführt, und der Inhaber des Patents hat Anspruch auf eine Entschädigung durch die Bundesrepublik Deutschland, falls er sein Patent wegen der Geheimhaltung nicht (ausreichend) nutzen kann.

### Gebrauchsmuster

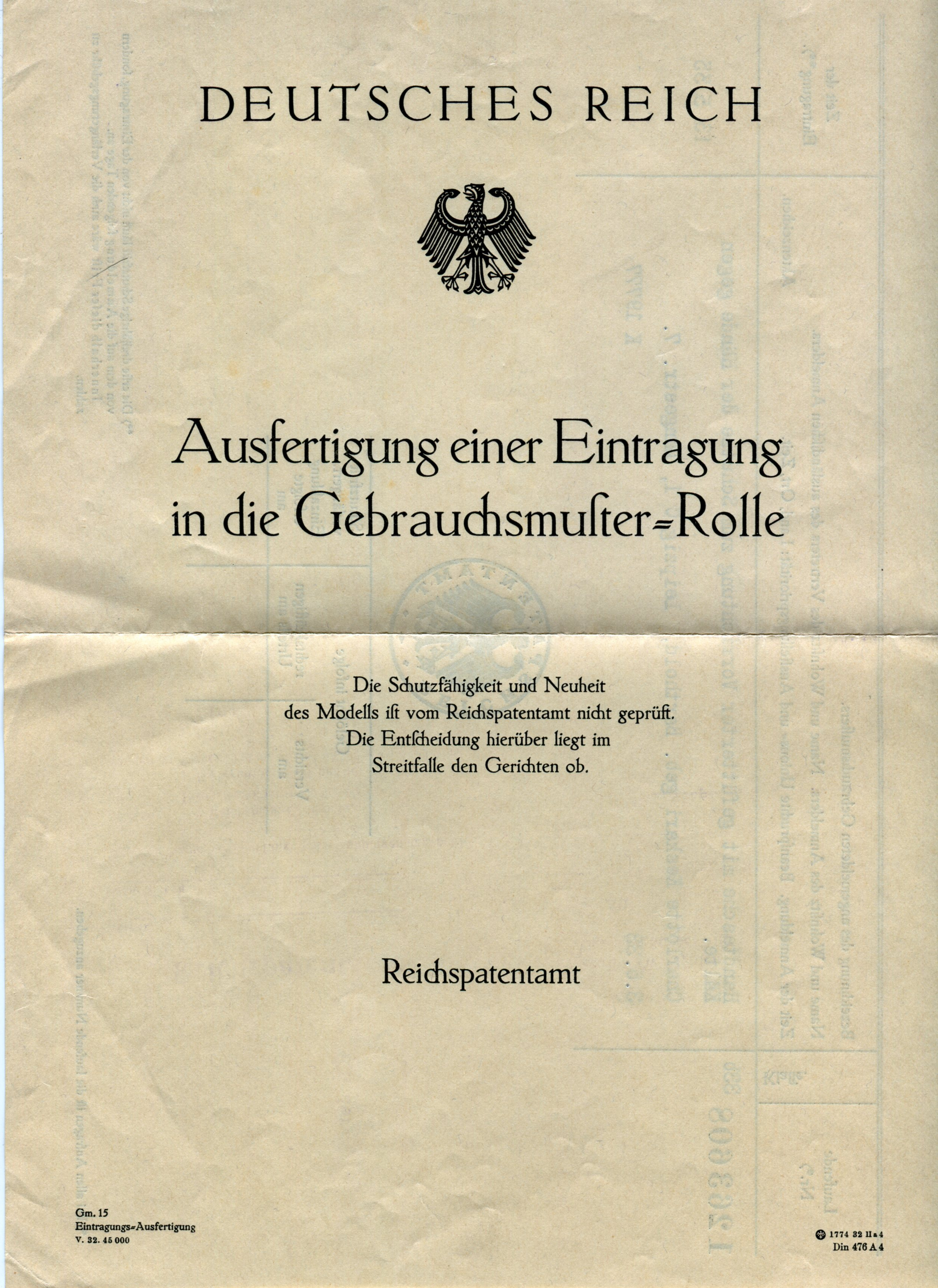
Titelseite einer Eintragung in die Gebrauchsmuster-Rolle des Reichspatentamtes, Firma Keskari, 1933.

Umgangssprachlich werden (fälschlicherweise) auch Gebrauchsmuster und Marken oft als Patente bezeichnet.
Beim Gebrauchsmuster handelt es sich im Gegensatz zu einem Patent nicht um ein geprüftes Schutzrecht, sondern um ein reines Registrierungsrecht. Damit ein Gebrauchsmuster rechtsbeständig ist, muss die geschützte Erfindung aber auch neu sein, auf einem erfinderischen Schritt beruhen und gewerblich anwendbar sein. Es gilt aber nicht der absolute, sondern ein eingeschränkter Neuheitsbegriff. Nur schriftliche Beschreibungen (weltweit) oder Benutzungen der Erfindung im Inland vor dem Prioritätstag sind neuheitsschädlich. Veröffentlichungen des Erfinders innerhalb von 6 Monaten vor dem Prioritätstag des Gebrauchsmusters durch ihn oder seinen Rechtsvorgänger sind bei der Beurteilung der Neuheit unbeachtlich (sogenannte Neuheitsschonfrist).
Seit der Entscheidung „Demonstrationsschrank“ des BGH sind die Ansprüche an die Erfindungshöhe genauso hoch wie bei einem Patent, obwohl das Gebrauchsmustergesetz statt von erfinderischer Tätigkeit von einem erfinderischen Schritt als Schutzvoraussetzung spricht. Somit entsprechen die materiellen Schutzvoraussetzungen des Gebrauchsmusters im Wesentlichen denen des Patents. Ungeachtet dessen bleiben weitere Unterschiede zum Patent (z. B. geringere Eintragungskosten, kürzere maximale Laufzeit von 10 Jahren, kein Schutz von Verfahren).
Beim Gebrauchsmuster sind im Gegensatz zum Patent folgende Unterschiede zu beachten:
- Die Eintragung erfolgt ohne Prüfung durch das Patentamt. Die Prüfung wird erst im Streitfalle, entweder auf Einrede in einem Gebrauchsmuster-Verletzungsverfahren oder in einem Gebrauchsmuster-Löschungsverfahren, nachgeholt.
- Mit einem deutschen Gebrauchsmuster können keine Verfahren geschützt werden.[9]
- Einige Länder kennen kein Gebrauchsmustergesetz, sondern lediglich ein Patentgesetz.

## Der Weg zum Patent

Von der Anmeldung bis zur Erteilung des Patents können mehrere Jahre vergehen, hier neun Jahre.

### Patentanmeldung
Zur Erlangung eines Patentes muss eine Patentanmeldung beim Deutschen Patent- und Markenamt oder Europäischen Patentamt eingereicht werden. Je nach Art und Ort der Anmeldung werden unterschiedliche Patentgesetze angewandt. Bei diesen Ämtern kann auch eine internationale Patentanmeldung nach dem Zusammenarbeitsvertrag (PCT – Patent Cooperation Treaty) eingereicht werden. In einer PCT-Anmeldung können mehr als 150 Staaten benannt werden, in denen die Anmeldung gültig sein soll. Erst nach 30 oder 31 Monaten ab dem Prioritätstag müssen dann die einzelnen nationalen Anmeldungen vor den einzelnen nationalen oder regionalen Ämtern fortgeführt werden, das heißt, die nationalen Phasen (Übersetzung in die jeweilige Landessprache, Vertretung durch Patentanwalt vor Ort) eingeleitet werden.

### Prioritätsanspruch
Um das Erlangen eines internationalen Patentschutzes zu erleichtern, kann die Priorität der ersten Anmeldung einer Erfindung ein Jahr lang in anderen Ländern in Anspruch genommen werden, außer für Anmeldungen aus und in Ländern, die nicht der Pariser Verbandsübereinkunft beigetreten sind. Das heißt, man kann eine Patentanmeldung in Deutschland am 8. Januar 2002 einreichen und hat dann ein Jahr bis zum 8. Januar 2003 Zeit, um sie in anderen Ländern einzureichen. Dabei kommt es auf den Eingang des Antrags beim jeweiligen Patentamt an (first to file), so dass für die Bearbeitung effektiv weniger Zeit verbleibt, da Anmeldungen normalerweise in der Amtssprache des jeweiligen Landes abgefasst sein müssen. Vor dem Deutschen Patent- und Markenamt können Anmeldungen in jeder anerkannten Sprache eingereicht werden, wenn binnen drei Monaten eine entsprechende Übersetzung ins Deutsche nachgereicht wird. Europäische Patentanmeldungen müssen entweder in einer der drei Amtssprachen des Europäischen Patentamts (Deutsch, Englisch, Französisch) eingereicht oder in eine der drei Amtssprachen übersetzt werden. Das EPA erlaubt ferner die Durchführung von Verfahren auf Deutsch, Englisch oder Französisch; die bei der Einreichung der Anmeldungsunterlagen gewählte Amtssprache wird Verfahrenssprache und für das weitere Verfahren vor dem EPA beibehalten. Wird von der für die Prüfung der europäischen Patentanmeldung zuständigen Prüfungsabteilung die Erteilung eines europäischen Patentes in Aussicht gestellt, müssen von den Anmeldeunterlagen die erteilungsreifen Ansprüche zusätzlich in die beiden anderen Amtssprachen übersetzt werden. In der vom EPA herausgegebenen Patentschrift werden dann die Ansprüche in den drei Amtssprachen zusammen mit der Beschreibung in der Verfahrenssprache veröffentlicht.

### Erfindung
Patentierbare Erfindungen sind technische Lehren zum planmäßigen Handeln, die einen kausal übersehbaren Erfolg unter Einsatz beherrschbarer Naturkräfte ohne Zwischenschaltung verstandesmäßiger Tätigkeiten reproduzierbar herbeiführen.
Entdeckungen, also zum Beispiel Erkenntnisse, wie etwas funktioniert, und insbesondere Pflanzensorten und Tierarten, werden vom Gesetz nicht als technische Erfindungen angesehen und sind daher nicht patentierbar. Eine planmäßige Nutzung einer Entdeckung (z. B. Extraktion eines Wirkstoffes aus einer Pflanze) ist jedoch wieder patentfähig, wenn der Wirkstoff bekannt, jedoch die Wirkung (das heißt die planmäßige Nutzung) bislang unbekannt war.
Ein vermeintliches Perpetuum mobile ist nicht per se von einer Patentierung ausgenommen, jedoch mangelt es an der Umsetzbarkeit der technischen Lehre. Die klare Darstellung der technischen Lehre ist eine Patentierbarkeitsvoraussetzung und umfasst die Umsetzbarkeit der technischen Lehre, die sich wiederum aus der Patentschrift bzw. der Anmeldung ergibt.
Ebenso wenig können nach § 1 Abs. 2 und 3 PatG und Art. 52 Abs. 2 und 3 EPÜ wissenschaftliche Theorien und mathematische Methoden, ästhetische Formschöpfungen, Pläne, Regeln und Verfahren für gedankliche Tätigkeiten, für Spiele oder für geschäftliche Tätigkeiten sowie Programme für Datenverarbeitungsanlagen und die Wiedergabe von Informationen als solche patentrechtlich geschützt werden. Es bleibt auf diesen Gebieten dahingestellt, ob es sich um eine Erfindung handelt oder nicht, weil derartige Erfindungen für den Patentschutz nicht zugänglich sind.
Weiter kann gemäß § 2 PatG und Art. 53 EPÜ kein Patentschutz für Erfindungen erteilt werden, deren Veröffentlichung oder Verwertung gegen die öffentliche Ordnung oder die guten Sitten verstoßen würde. Diese Ausnahmebestimmung ist eng auszulegen. Beispielsweise fallen Waffen, Sprengstoffe und Giftstoffe nicht generell unter die Ausnahmeregelung dieser Norm, auch wenn sie missbräuchlich gegen die öffentliche Ordnung eingesetzt werden können. Unter die Ausnahmeregelung des § 2 PatG und Art. 53 EPÜ fallen des Weiteren Pflanzensorten (siehe Sortenschutz) oder Tierarten sowie im Wesentlichen biologische Verfahren zur Züchtung von Pflanzen oder Tieren.
Jedoch ist es möglich, Verfahren zur Nutzung oder Anwendung von Entdeckungen zu patentieren; daher sind zum Beispiel Patente auf eine Heilmethode, die auf der Entschlüsselung des menschlichen Genoms basiert, erteilungsfähig. Ebenso sind aus technischen Verfahren gewonnene isolierte Bestandteile des menschlichen Körpers, einschließlich Gensequenzen, patentierbar, nicht jedoch der menschliche Körper in den einzelnen Phasen seiner Entstehung und Entwicklung § 1a. Für diese sehr verschiedenen Arten von Patenten verwenden ihre Gegner oft die nicht klar umrissene Bezeichnung Patent auf Leben.
Auch die Abgrenzung zwischen technischen Erfindungen und nicht-technischen Erfindungen bereitet oft Probleme, insbesondere bei den so genannten computerimplementierten Erfindungen (oft als Software-Patent bezeichnet) ist die Beurteilung des technischen Beitrages zum Stand der Technik schwierig. Als Grundregel ist Technizität gegeben, wenn sich eine technische Wirkung ergibt, die über das bloße Ablaufen in einem Computer hinausgeht. Zur Untersuchung der erfinderischen Tätigkeit gegenüber dem Stand der Technik werden jedoch nur Erfindungsmerkmale betrachtet, die vom Stand der Technik nicht nahegelegt werden, und die technisch sind. Kurz: nur technische Merkmale können den Erfindungsgegenstand erfinderisch machen.

#### Erfinderische Tätigkeit (Erfindungshöhe)
Eine technische Weiterentwicklung ist nur dann eine patentierbare Erfindung, wenn sie sich für „den durchschnittlichen Fachmann, der den gesamten Stand der Technik kennt“ (eine Rechtsfiktion, keine reale Person), nicht in naheliegender Weise aus dem Stand der Technik ergibt (§ 4 S. 1 PatG, Art. 56 Satz 1 EPÜ). Das heißt, es fehlt an Erfindungshöhe, wenn man von diesem Fachmann erwarten kann, dass er, ausgehend vom Stand der Technik auf diese Lösung alsbald und mit einem zumutbaren Aufwand gekommen wäre, ohne erfinderisch tätig zu werden.
Dieses Kriterium ist nach der Rechtsprechung des Bundespatentgerichts, des Bundesgerichtshofs und der technischen Beschwerdekammern des Europäischen Patentamts rein objektiv zu verstehen. Es spielt keine Rolle, wie die zu beurteilende Erfindung tatsächlich gemacht worden ist und ob sie subjektiv für den Erfinder eine besondere Leistung bedeutet hat.
Mangelnde Erfindungshöhe führt in der allgemeinen Praxis recht häufig zur Zurückweisung der Patentanmeldung und ist in der weit überwiegenden Zahl des Widerrufs oder der Nichtigerklärung von Patenten der maßgebende Grund.
Allerdings verursacht die Beurteilung der Erfindungshöhe in der Praxis eine gewisse Unsicherheit, weil sie nur in Kenntnis der Erfindung erfolgen kann (rückschauende Betrachtungsweise) und damit maßgeblich von einem Werturteil und auch der subjektiven Auffassung des Urteilenden abhängt. Diesem Problem wird beim EPA dadurch begegnet, dass aus dem technischen Beitrag der Erfindung zum Stand der Technik auf die dadurch gelöste technische Aufgabe geschlossen wird und die erfinderische Tätigkeit danach beurteilt wird, ob die Lösung dieser Aufgabe im Licht des Standes der Technik naheliegend war (Aufgabe-Lösungs-Ansatz). Hierbei wird das Dokument, das der Erfindung am nächsten kommt, als nächstliegender Stand der Technik herangezogen und auf dieser Grundlage eine Aufgabe formuliert. Anschließend wird geprüft, inwieweit eine Lösung für diese Aufgabe aus dem Stand der Technik bekannt ist, so dass der Fachmann diese Offenbarungen kombinieren würde. Zur Verneinung einer erfinderischen Tätigkeit reicht es nicht aus, dass der Fachmann diese Offenbarungen kombinieren könnte, vielmehr muss dargelegt werden, warum der Fachmann diese Offenbarungen miteinander kombinieren würde (could-would-approach).
In der deutschen Rechtsprechung des BGH wird ein nur wenig anderer Ansatz verfolgt. Aus dem der Erfindung zugrundeliegenden technischen Problem wird auf die Aufgabe der Erfindung geschlossen. Die in der Patentanmeldung genannte Aufgabe ist hierbei lediglich ein Hilfsmittel bei der Ermittlung des objektiven technischen Problems. Abzustellen ist hierbei darauf, was die Erfindung gegenüber dem Stand der Technik wirklich leistet. Ausgehend davon wird geprüft, ob für den Fachmann Anstöße, Anregungen oder Hinweise bestanden haben, die Lösung des technischen Problems auf dem Weg der Erfindung zu suchen. In welchem Umfang und mit welcher Konkretisierung der Fachmann Anregungen im Stand der Technik benötigt, um eine bekannte Lösung in bestimmter Weise weiterzuentwickeln ist eine Frage des Einzelfalls, deren Beantwortung eine Gesamtbetrachtung aller maßgeblichen Sachverhaltselemente erfordert. Zur Verneinung einer erfinderischen Tätigkeit reicht es auch hier nicht aus, dass für den Fachmann lediglich keine Hinderungsgründe zutage treten, von im Stand der Technik Bekanntem zum Gegenstand der Erfindung zu gelangen (analog could-would-approach).
Für Erfindungen, die für ein Patent nicht die erforderliche Erfindungshöhe aufweisen, bestand früher die Möglichkeit, über eine nationale Gebrauchsmusteranmeldung Schutz zu erlangen, weil das Gebrauchsmuster eine niedrigere Erfindungshöhe (erfinderischer Schritt) erforderte. Dies ist seit dem BGH-Beschluss vom 20. Juni 2006 (Az: X ZB 27/05 – „Demonstrationsschrank“) wohl nicht mehr der Fall. Vielmehr erfordert das Gebrauchsmuster nun dieselbe Erfindungshöhe wie das Patent, da durch das genannte Urteil der erforderliche erfinderische Schritt mit der erfinderischen Tätigkeit des Patents gleichgesetzt wurde.

### Neuheit
Neu ist eine Erfindung, wenn sie bisher nicht zum „Stand der Technik“ gehört (§ 3 PatG und Art. 54 EPÜ). Zum Stand der Technik gehört alles, was vor dem Anmeldetag öffentlich zugänglich war oder was bei Beanspruchungen einer Priorität (insbesondere der Unionspriorität nach der Pariser Übereinkunft) vor dem Prioritätstag bekannt bzw. zugänglich war. Dazu zählen auch Veröffentlichungen des Erfinders selbst: Hat er seine Erfindung bereits öffentlich, etwa auf einer Ausstellung, präsentiert, so kann bereits dies für ihn „neuheitsschädlich“ sein. Im deutschen und im europäischen Patentsystem kann jedoch eine Ausstellungspriorität geltend gemacht werden, wenn die Offenbarung seitens des Erfinders auf einer amtlichen oder amtlich anerkannten Ausstellung im Sinne des am 22. November 1928 in Paris unterzeichneten Abkommens über internationale Ausstellungen (Weltausstellungen und internationale Fachausstellungen) stattfindet, oder eine Neuheitsschonfrist, wenn die Offenbarung eine Verletzung einer Geheimhaltungsabrede darstellt, wie sie etwa bei firmenübergreifenden Kooperationen üblich ist, oder die sich auch implizit aus einem Beschäftigungsverhältnis ergeben kann. Wenn der Gegenstand der Anmeldung auf einer entsprechenden Ausstellung gezeigt wurde, muss dieser Sachverhalt bei der Einreichung der Anmeldung angegeben werden.
Die Neuheit beurteilt sich nach der beanspruchten Erfindung, das heißt der Kombination aller beanspruchten Merkmale; es ist also unschädlich, wenn einzelne oder alle Merkmale der Erfindung für sich bereits bekannt waren. Denn selbst wenn alle Elemente für sich genommen bekannt gewesen sind, so kann doch ihre Kombination in der konkreten Vorrichtung oder in dem konkreten Verfahren noch unbekannt gewesen sein. Für die Patentfähigkeit ist dann jedoch noch die erfinderische Tätigkeit (in Deutschland oft: Erfindungshöhe) ausschlaggebend.
Der Neuheitsbegriff unterliegt keiner zeitlichen oder räumlichen Beschränkung, da alles, was vor dem Anmeldetag bekannt war, berücksichtigt wird. Auch wieder aufgetauchtes Wissen gilt nicht als neu, selbst wenn es zwischenzeitlich vollständig vergessen war (bspw. ein Heilmittel, das in einer Mumie gefunden wurde). Bei Kochrezepten fehlt es in der Regel sowohl an der Erfindungshöhe, wie an der Neuheit, neue Geschmacksrichtungen sind allein nicht patentierbar.
Um Doppelpatentierungen zu verhindern, werden zur Neuheitsprüfung auch früher eingereichte Patentanmeldungen innerhalb desselben Patentsystems herangezogen, selbst wenn diese zum Anmeldetag noch nicht offengelegt waren (so genannte ältere, nachveröffentlichte Anmeldungen). Dadurch gehört die früher eingereichte Anmeldung zum neuheitsschädlichen Stand der Technik gegenüber der jüngeren Anmeldung (first to file, siehe oben). Wird also zum Beispiel eine Anmeldung am 8. Januar 2002 eingereicht und für dieselbe Erfindung am 9. Januar 2002 eine weitere, dann kann für die spätere Anmeldung mangels Neuheit kein Patent erteilt werden. Sollte die Anmeldung jedoch in verschiedenen Ländern, das heißt in verschiedenen Patentsystemen erfolgen, so können beide Patente in ihrem jeweiligen Geltungsbereich auch nebeneinander existieren. Bei zwei am selben Tag eingereichten Anmeldungen für dieselbe Erfindung erhalten im Erteilungsfall beide ein Patent. Die Uhrzeit der Einreichung ist nicht erheblich.

### Gewerbliche Anwendbarkeit
Die Erfindung muss außerdem auf irgendeinem gewerblichen Gebiet – einschließlich der Landwirtschaft – anwendbar sein (§ 5 Abs. 1 PatG, Art. 57 EPÜ).
Dadurch sind nach der heute insbesondere in den romanischen Ländern (FR, BE, ES) noch lebendigen Patentrechtstradition Erfindungen von der Patentierung ausgeschlossen, die nicht funktionieren, noch nicht technisch umsetzbar sind oder bei deren Umsetzung keine materiellen Erzeugnisse auf den Markt gebracht werden. In Deutschland existiert die „gewerbliche Anwendbarkeit“ kaum noch als eigenständiges Prüfkriterium, sondern wird vielmehr unter die Frage der Offenbarung der Erfindung in der Anmeldung (§ 34 Abs. 4 PatG) subsumiert. Nach dem europäischen Patentrecht existiert neben der gewerblichen Anwendbarkeit ebenfalls das Erfordernis der ausreichenden Offenbarung (Art. 83 EPÜ). In Deutschland wurde „industrial“/„industriell“ mit „gewerblich“ wiedergegeben, was wiederum auf internationaler Ebene oft als Argument für die Abschwächung des Begriffes verwendet wird.
Der Begriff der gewerblichen Anwendbarkeit wird am Europäischen Patentamt weit verstanden und ist in der Praxis von untergeordneter Bedeutung. Es kommt nicht darauf an, ob der beanspruchte Gegenstand tatsächlich in einem Gewerbe angewandt wird. Es reicht aus, dass er in einem technischen Gewerbebetrieb hergestellt oder sonst verwendet werden kann. Daher sind beispielsweise auch Lehrmittel für die Schule oder Geräte zum liturgischen Gebrauch patentfähig. Es kommt auch nicht darauf an, ob man mit der Vorrichtung oder dem Verfahren „Geld machen“ kann, maßgebend ist allein, dass der beanspruchte Gegenstand außerhalb der Privatsphäre verwendet werden kann.
Als nicht gewerblich anwendbar haben früher Verfahren zur chirurgischen und therapeutischen Behandlung und Diagnose am menschlichen oder tierischen Körper (§ 5 Abs. 2 PatG, Art. 52 Abs. 4 Satz 1 EPÜ 1973) gegolten; sie dürfen nach § 2a Abs. 1 Nr. 2 PatG nicht patentiert werden. Dies gilt aber nicht für Erzeugnisse, insbesondere Stoffe oder Stoffgemische, zur Anwendung in einem solchen Verfahren. Deshalb sind beispielsweise Operationsinstrumente und Arzneimittel (wegen ihrer Herstellbarkeit in einem technischen Gewerbebetrieb) durchaus patentierbar.
Die Diplomatische Konferenz vom November 2000 hat ferner beschlossen, Art 52(4) EPÜ zu streichen, so dass dieser letzte Rest der traditionellen Bedeutung von „gewerbliche Anwendung“ („industrial application“ / „application industrielle“) aus dem Gesetz verschwindet und es somit noch schwerer wird, diesem Prüfkriterium seinen ursprünglichen Sinn zurückzugeben. Da der Absatz jedoch lediglich in den Art. 53 EPÜ (Ausnahmen von der Patentierbarkeit) verschoben wurde, wird sich wohl in der Praxis wenig ändern.
Das Europäische Parlament hat sich in seiner Abstimmung vom 24. September 2003 über die Softwarepatent-Richtlinie gemäß einem einer Vielzahl von Änderungsvorschlägen in Art. 2d für eine Neudefinition von „industriell“ als „mit der automatischen Erzeugung materieller Güter verbunden“ ausgesprochen. Die entsprechende Vorlage sowie deren Vorgänger wurden vom EU-Rat (Arbeitsgruppe der nationalen Patentämter) abgelehnt. Durch eine solche Definition würde nämlich jedes nicht-automatische Erzeugungsverfahren und jedes Verfahren, das kein Erzeugungsverfahren ist, vom Patentschutz ausgeschlossen, das heißt sehr viele Erfindungen, die jetzt unbestritten patentierbar sind, wären dann nicht mehr patentierbar.

## Dauer des Erteilungsverfahrens
In Deutschland dauert ein Patentverfahren durchschnittlich zwei bis zweieinhalb Jahre, wenn die formalen Anforderungen (Anmeldungsfrist, Gebührenzahlung) erfüllt wurden. Im Einzelfall kann dies jedoch auch viel länger dauern. In wenigen Fällen erfolgt eine Erteilung bereits vor Offenlegung, also nach weniger als 18 Monaten.

## Ende des Patentschutzes
Die maximale Laufzeit eines Patents beträgt laut § 16 PatG, Art. 63 (1) EPÜ 20 Jahre ab dem Tag nach der Anmeldung. Gemäß § 16a PatG, Art. 63 (2) b) EPÜ i. V. m. VO (EWG) Nr. 1768/92 kann allerdings für Erfindungen, die erst nach aufwändigen Zulassungsverfahren (vor allem klinische Studien bei Arzneimitteln) wirtschaftlich verwertet werden können, ein ergänzendes Schutzzertifikat erteilt werden, das die Patentlaufzeit dann um maximal fünf Jahre verlängert.
Ein Patent läuft durch Nichtzahlung der Jahresgebühr vorzeitig aus, so dass es von diesem Zeitpunkt an (ex nunc) nicht mehr existiert. Ein Patent kann auch dadurch erlöschen, dass der Patentinhaber seinen schriftlichen Verzicht gegenüber dem Patent- und Markenamt ausspricht.
Weiterhin kann ein Patent widerrufen oder für nichtig erklärt werden.
Auch Dritte haben die Möglichkeit, ein bereits erteiltes Patent anzugreifen.
Im Einspruchsverfahren kann jeder innerhalb von 9 Monaten nach Veröffentlichung der Patenterteilung gegen das Patent Einspruch erheben. Dieser ist schriftlich zu erklären und zu begründen (§ 59 Abs. 1 PatG; Art. 99 (1) EPÜ). Der Einspruch kann nur auf die in § 21 PatG bzw. Art. 100 EPÜ genannten Gründe gestützt werden, so etwa wenn die angemeldete Erfindung nicht patentfähig ist, nicht vollständig offenbart wurde, eine widerrechtliche Entnahme vorlag (nicht beim europäischen Patent) oder der ursprüngliche Patentantrag unzulässig erweitert wurde. Im Einspruchsverfahren hat jede Partei die eigenen Kosten zu tragen. Das Einspruchsverfahren ist daher kostengünstiger als das nachfolgend erläuterte Nichtigkeitsverfahren.
Nach Ablauf der Einspruchsfrist besteht nur noch die Möglichkeit der Nichtigkeitsklage. Für die Nichtigerklärung eines wirksam erteilten Patents ist eine Klage vor dem Bundespatentgericht gegen den Patentinhaber notwendig. Als Nichtigkeitsgründe können gleichfalls die in § 21 PatG genannten Gründe angeführt werden, wobei hier zusätzlich die unzulässige Erweiterung gegen das ursprünglich erteilte Patent vorgebracht werden kann (§ 22 PatG). Auch die Nichtigkeitsklage gegen das europäische Patent wird – allerdings nur, soweit dessen Wirkung für die Bundesrepublik Deutschland betroffen ist – vor dem Bundespatentgericht erhoben. Die in Art. II § 6 des Gesetzes über internationale Patentübereinkommen geregelten Nichtigkeitsgründe für das europäische Patent entsprechen fast vollständig denen für das deutsche Patent. Die Entscheidung im Nichtigkeitsverfahren wird nach mündlicher Verhandlung gefällt und endet durch Urteil (§ 84 PatG). Über die Kosten des Verfahrens wird im Urteil entschieden, wobei im Grundsatz die Vorschriften der ZPO anzuwenden sind, so dass in aller Regel die unterliegende Partei neben den eigenen auch die Gerichtskosten und die Kosten der Gegenseite zu tragen hat. Gegen das Urteil des Nichtigkeitssenats des Patentgerichts kann innerhalb eines Monats nach Zustellung des Urteils Berufung eingelegt werden (§ 110 Abs. 1 S. 1 PatG). Die Berufung ist beim Bundesgerichtshof schriftlich einzureichen und binnen eines weiteren Monats schriftlich zu begründen. Für beides ist die Vertretung durch einen (beliebigen) Rechtsanwalt oder Patentanwalt erforderlich.
Durch erfolgreiche Nichtigkeitsklagen können Schadenersatzforderungen aus Schutzrechtsverletzungen rückwirkend eliminiert werden.

## Wirkungen

### Wirkung der Anmeldung
Die Anmeldung des Patents schützt nicht davor, dass weitere Anmeldungen gleichen Inhalts gleichzeitig oder nachfolgend getätigt werden.

### Wirkung der Offenlegung
Ab der Offenlegung des Patents ist ungeachtet etwaiger späterer Erteilung des Patents der Inhalt zum Stand der Technik erhoben. Nach der Offenlegung steht dem Anmelder ein Entschädigungsanspruch, jedoch keine weiteren Ansprüche, z. B. auf Unterlassung, zu.

### Wirkungen des erteilten Patents
Ein Patent des EPA entfaltet in jedem Vertragsstaat, für den es erteilt ist, gemäß Art. 64(1) EPÜ dieselbe Wirkung wie ein nationales Patent dieses Vertragsstaates. Fragen der Patentverletzung werden nach nationalem Recht beurteilt, in Deutschland also nach dem PatG.
Mit der Erteilung eines Patents durch das Patentamt wird dem Patentinhaber für die Dauer der Patentlaufzeit ein Ausschließlichkeitsrecht zur Benutzung der patentierten Erfindung verliehen. Im Zeitraum zwischen Patentanmeldung und Patenterteilung gewährt das Gesetz dem Anmelder einer Erfindung lediglich einen Anspruch auf Entschädigung gemäß § 33 PatG, das heißt der Patentanmelder kann die Zahlung einer hypothetischen Lizenzgebühr verlangen. Zu beachten ist allerdings, dass dieser vorgenannte Anspruch nach § 58 Abs. 2 PatG rückwirkend wegfällt, wenn die Anmeldung nicht zur erhofften Erteilung führt, etwa weil sie zurückgenommen oder zurückgewiesen wird.

### Sachlicher Schutzbereich
Laut § 14 PatG, Art. 69 EPÜ (mit separatem Auslegungsprotokoll) wird der Schutzbereich von Patenten durch die Patentansprüche bestimmt. Zur Auslegung der Patentansprüche sind die Beschreibung und die Zeichnungen heranzuziehen. Dadurch soll Dritten die Schutzrechtsrecherche vereinfacht werden.
Neben der wortlautgemäßen Benutzung des beanspruchten Gegenstandes (also aller Merkmale des Anspruchs 1) erstreckt sich der Patentschutz je nach nationalem Recht auch auf Äquivalente der Erfindung. Hierunter sind Verletzungsformen zu verstehen, die nicht mehr unter den Wortlaut des Patentanspruchs fallen, aber durch Einsatz eines oder mehrerer gleichwertiger Mittel die gleiche Wirkung wie die geschützte Erfindung erzielen. Dem vermeintlichen Patentverletzer steht umgekehrt der sogenannte Formstein-Einwand offen: Danach wird ein Patent nicht verletzt, wenn sich die angegriffene Ausführungsform im Prioritätszeitpunkt für den Fachmann in naheliegender Weise aus dem Stand der Technik ergab.

### Kein Benutzungsrecht
Ein Patent verleiht seinem Inhaber kein positives Benutzungsrecht, wie sich daraus ergibt, dass § 9 S. 1 PatG für die Benutzungsbefugnis des Patentinhabers auf den „Rahmen des geltenden Rechts“ verweist. Die Patentierung hat primär zur Folge, dass die Erfindung grundsätzlich von niemand anderem als dem Patentinhaber selbst gewerblich benutzt werden darf (negatives absolutes Recht, wie das Eigentum). Ob aber eine (patentierte oder nicht patentierte) Erfindung vom Patentinhaber auch tatsächlich benutzt werden darf, beispielsweise im Falle der Erfindung eines Arzneimittelwirkstoffes durch die Vermarktung eines Arzneimittels, richtet sich nach den allgemeinen Vorschriften, also etwa dem Arzneimittelgesetz mit einem besonderen Zulassungsverfahren. Diese dem Schutz der Verbraucher vor unsicheren Präparaten dienenden Bestimmungen (s. Polizeirecht) werden vom Patentamt auch gar nicht geprüft. Insbesondere in dem Fall, in dem die Benutzung eines Patents in Patente Dritter – etwa bei patentierten Weiterentwicklungen – eingreifen würde, gewährt das dann als abhängig bezeichnete Patent kein Benutzungsrecht.

### Ausschließlichkeitsrecht
Der Patentinhaber erhält gemäß § 9 § 9 PatG das Recht, andere von der Benutzung der Erfindung auszuschließen. Der Inhaber eines Erzeugnispatents hat das Recht, es Dritten zu verbieten, das Erzeugnis herzustellen, anzubieten, in Verkehr zu bringen, zu gebrauchen, zu besitzen oder einzuführen. Bei Verfahrenspatenten erstreckt sich der Patentschutz neben der Anwendung und Anbietung des geschützten Verfahrens auch auf solche Gegenstände, die unmittelbare Erzeugnisse des geschützten Verfahrens sind (auch Art. 64(2) EPÜ). Die Rechtszuweisung gemäß § 9 PatG wird ergänzt durch einen entsprechenden Unterlassungsanspruch nach § 139 Abs. 1 PatG.
Der Patentinhaber kann seine vermögensrechtlichen Ansprüche ganz oder teilweise (allerdings nicht das Erfinderpersönlichkeitsrecht) gem. § 15, § 23 PatG durch Lizenz auf andere übertragen.
§ 11 PatG sieht bestimmte Ausnahmen von der Wirkung des Patents vor. So erstreckt sich die Schutzwirkung eines Patentes nicht auf den privaten Bereich, das heißt jedermann kann eine patentierte Erfindung für den persönlichen Gebrauch benutzen. Weiterhin ist die Benutzung zu Versuchszwecken freigestellt. Was ein Versuch genau ist, führt immer wieder zu Streit, jedoch wird diese Vorschrift europaweit so ausgelegt, dass ein Versuch jedes planmäßige Vorgehen zur Gewinnung neuer Erkenntnisse ist, wobei sich diese Erkenntnisse auf die benutzte Erfindung selbst beziehen müssen. Durch das Versuchsprivileg von den Wirkungen des Patents freigestellt sind daher unter anderem Versuche zur Überprüfung der Patentierbarkeit einer Erfindung oder zu Weiterentwicklungs- und Umgehungszwecken. Trotz Versuchsanordnung weiterhin verboten ist jedoch die routinemäßige Benutzung von geschützten Laborgeräten bei Versuchen, die sich auf andere Gegenstände beziehen. Weitere Ausnahmen von der Schutzwirkung sind die Vorbenutzung und die unmittelbare Einzelzubereitung eines Medikamentes durch einen Apotheker aufgrund ärztlicher Verordnung.
Gewohnheitsrechtlich anerkannt ist daneben der Grundsatz der Erschöpfung, dem zufolge patentgemäße Erzeugnisse nicht mehr vom Ausschließlichkeitsrecht des Patentinhabers erfasst werden, sobald sie durch den Patentinhaber selbst oder mit dessen Zustimmung durch einen Dritten in den Verkehr gebracht worden sind.
Schließlich ermöglichen § 13, § 24 PatG als Enteignungsvorschriften i. S. v. Art. 14 Abs. 3 GG bei Vorliegen eines entsprechenden öffentlichen Interesses die Erteilung von Zwangslizenzen durch das Bundespatentgericht (BPatG). Große praktische Bedeutung haben diese Bestimmungen allerdings nicht erlangt.
Es besteht in Deutschland wie in den meisten anderen Ländern keine Benutzungspflicht, das heißt, der Patentinhaber muss das Patent weder lizenzieren, noch ist er gezwungen, das Patent zu veräußern.
Die Schutzwirkung tritt mit dem Tag der Veröffentlichung der Patenterteilung ein. Durch Nichteinzahlung der jährlichen Gebühren kann die Schutzdauer auch abgekürzt werden. Diese Jahresgebühren steigen jedes Jahr an, um nicht mehr benötigte Patente möglichst bald freizubekommen. Auch der Schaden, der in der Zukunft durch das Verbotsrecht entsteht, wird immer größer.

### Schadensersatz- und Bereicherungsanspruch
Neben dem Unterlassungsanspruch hat der in seinem Ausschließlichkeitsrecht verletzte Patentinhaber gemäß § 139 Abs. 2 PatG Anspruch auf Schadensersatz, wenn der Verletzer vorsätzlich oder fahrlässig gehandelt hat. Dabei wird der Kreis der fahrlässigen Handlung von der Rechtsprechung herkömmlich sehr weit gezogen, weil von jedem, der eine Vorrichtung gewerblich benutzt oder ein Verfahren gewerblich anwendet, verlangt werden kann, dass er sich über die Schutzrechtslage auf dem jeweiligen technischen Gebiet unterrichtet.
Der Schadenersatz kann nach der Rechtsprechung durch drei verschiedene Methoden errechnet werden. Es sind dies der entgangene Gewinn, die Lizenzanalogie und die Herausgabe des Verletzergewinns. Der Verletzte hat zwischen den drei Berechnungsmethoden ein Wahlrecht. Er kann nach Belieben verlangen, dass er den Gewinn ersetzt erhält, den er sonst durch die eigene Benutzung des Patents erwirtschaftet hätte, dass er so gestellt wird, als ob er mit dem Verletzer einen Lizenzvertrag zu den marktüblichen Bedingungen abgeschlossen hätte, oder dass ihm der vom Verletzer durch die Verletzung konkret erzielte Gewinn herausgegeben wird. Letztere Variante ist dabei jedoch eher unüblich, weil zur Bestimmung des entgangenen Gewinns die Offenlegung der Bücher des Unternehmens gefordert und dieser Forderung im Allgemeinen nicht gern nachgegangen wird. In der Rechtspraxis war lange Zeit problematisch, dass der Verletzer durch eine sehr weit gezogene Berücksichtigung seiner Gemeinkosten den herauszugebenden Verletzergewinn sehr stark reduzieren und sich auf diese Weise „arm rechnen“ konnte. Die Entscheidung des BGH „Gemeinkostenanteil“ hat diese Möglichkeit deutlich eingeschränkt, so dass die Herausgabe des Verletzergewinns in jüngster Zeit beträchtlich an Bedeutung gewonnen hat.
Neben Schadensersatz kann der Patentinhaber von einem Patentverletzer auch Herausgabe der ungerechtfertigten Bereicherung gem. § 812 Abs. 1 S. 1 2. Alt. BGB verlangen, was in Fällen fehlenden Verschuldens des Patentverletzers von Bedeutung ist.

### Auskunftsanspruch
Daneben hat der verletzte Patentinhaber gemäß § 140b PatG Anspruch auf Auskunft über die Herkunft und den Vertriebsweg des benutzten Erzeugnisses. Dabei sind Angaben zu machen über Namen und Anschrift des Herstellers, des Lieferanten und anderer Vorbesitzer, des gewerblichen Abnehmers oder Auftraggebers sowie über die Menge der hergestellten, ausgelieferten, erhaltenen oder bestellten Erzeugnisse. Weiter hat der Verletzte nach einer zu Gewohnheitsrecht erstarkten richterlichen Rechtsfortbildung Anspruch auf Auskunft über die zur Berechnung des Schadenersatzanspruchs erforderlichen Tatsachen. Die Auskunft muss den Verletzten in die Lage versetzen, sich zwischen den oben genannten drei Arten des Schadensersatzes zu entscheiden. Die Auskunft ist schriftlich und in geordneter Form zu erteilen. Man spricht deshalb auch von der Rechnungslegung.
In den meisten Patentverletzungsprozessen ist der Auskunftsanspruch zentral: Es geht darum, mit den zur Verfügung stehenden Mitteln Informationen über Produktion, Vertriebswege usw. des Konkurrenten zu erhalten. Das Gericht kann sogar eine Besichtigung der Produktionsstätte anordnen, um sachgerecht entscheiden zu können, ob eine Patentverletzung vorliegt. Ansprüche in Geld – soweit es nicht in absoluten Ausnahmefällen um besonders hohe Summen geht – sind eher zweitrangig, weil der Ausgang eines solchen Patentverletzungsprozesses oft nicht sicher vorhersehbar ist. Aber auch im Zuge eines weitgehend verlorenen Prozesses können interessante Informationen über den Betrieb des Konkurrenten erlangt werden.
Auch bei bloßer Patentberühmung besteht ein Auskunftsanspruch gem. § 146 PatG.

### Vernichtungsanspruch
Darüber hinaus kann der verletzte Patentinhaber gemäß § 140a Abs. 1 PatG verlangen, dass das im Besitz oder Eigentum des Verletzers befindliche Erzeugnis, das Gegenstand des Patents ist, vernichtet wird, es sei denn, dass der durch die Rechtsverletzung verursachte Zustand des Erzeugnisses auf andere Weise beseitigt werden kann und die Vernichtung für den Verletzer oder Eigentümer im Einzelfall unverhältnismäßig wäre. Ein Vernichtungsanspruch besteht auch, wenn es sich um ein Erzeugnis handelt, das durch ein Verfahren, das Gegenstand des Patents ist, unmittelbar hergestellt worden ist.

### Rückrufanspruch
Schließlich kann der verletzte Patentinhaber gemäß § 140a Abs. 3 PatG verlangen, dass Erzeugnisse, die Gegenstand des Patents sind, zurückgerufen oder endgültig aus den Vertriebswegen entfernt werden, es sei denn, dass die Inanspruchnahme im Einzelfall unverhältnismäßig ist. Ein Rückrufanspruch besteht auch, wenn es sich um Erzeugnisse handelt, die durch ein Verfahren, das Gegenstand des Patents ist, unmittelbar hergestellt worden sind.

### Prozessuale Durchsetzung
Der Patentinhaber kann die oben erläuterten Rechte bei Verletzung seines Patents vor Gericht im Zivilprozess gegen den Verletzer durchsetzen.
Zur schnelleren Durchsetzung seiner Rechte kann der Patentinhaber auch einstweilige Verfügungen beantragen. Die Gerichte gewähren in Patentstreitsachen jedoch häufig nur bei technisch einfachem Sachverhalt und klaren Verletzungsformen eine einstweilige Verfügung im Beschlussweg. Oft werden einstweilige Verfügungen in Patentsachen deswegen zurückgewiesen, weil nach Ansicht des Gerichts der technische Sachverhalt sich für ein Verfügungsverfahren nicht eignet. Wie in allen Fällen der einstweiligen Verfügung kann diese in Fällen besonderer Dringlichkeit ohne rechtliches Gehör für den Antragsgegner erlassen werden. In diesem Fall kann der Antragsgegner durch den Widerspruch die Durchführung einer mündlichen Verhandlung erreichen, in der über die Rechtmäßigkeit der einstweiligen Verfügung zu entscheiden ist. Erweist sich der Antrag nachträglich als unbegründet, hat der Antragsteller dem Antragsgegner gem. § 945 Zivilprozessordnung allen Schaden unabhängig von seinem Verschulden zu ersetzen.
Die vorsätzliche Patentverletzung gemäß § 142 Abs. 1 PatG ist eine Straftat. Daher können strafprozessuale Ermittlungsmaßnahmen wie Haus- und Betriebsdurchsuchungen sowie Kontensperrungen im Einzelfall auf Patentverletzungen gestützt werden. Die strafrechtliche Verfolgung von Patentverletzern ist in der Praxis nur von geringer Bedeutung, da der Patentinhaber oft kein Interesse an einer Strafverfolgung des Patentverletzers hat. Insbesondere muss der Patentinhaber hierzu Vorsatz des Patentverletzers nachweisen. Es sind Tendenzen zu erkennen, gegen Importeure von patentverletzenden Billigkopien aus dem Ausland auch auf diese Weise vorzugehen.